# جائزة إيطاليا الكبرى 2008
جائزة إيطاليا الكبرى 2008 (بالإنجليزية: 2008 Italian Grand Prix)‏ هو سباق فورمولا 1 أقيم بتاريخ 14 سبتمبر، 2008 في حلبة مونزا، إيطاليا. كان الرابع عشر من أصل 18 في بطولة العالم لسباقات الفورمولا واحد موسم 2008. حلّ الألماني سباستيان فيتل أولا بينما جاء الفنلندي هيكي كوفالاينين في المركز الثاني وحصل على المركز الثالث البولندي روبرت كوبيتسا.